# Moderne Physik
Als moderne Physik gilt die Phase innerhalb der Entwicklung physikalischer Ideen, in der wesentliche Konzepte der klassischen Physik aufgehoben oder deren Grenzen bewusst gemacht wurden. Ihr Beginn ist etwa auf die Jahrhundertwende des 19. zum 20. Jahrhundert zu datieren.
Wesentliche Aspekte waren
1. die Entdeckung der kleinsten Einheiten von Materie (zunächst Atome) und Strahlung (zunächst Lichtquanten);
2. die Überwindung des Determinismus der Naturgesetze, die mehr und mehr als Wahrscheinlichkeitsgesetze formuliert werden mussten, um mit den Beobachtungen in Einklang gebracht zu werden.
3. die Entdeckung des Doppelcharakters aller physikalischen Teilchen und Strahlen, indem sie sowohl Wellen- als auch Teilcheneigenschaften aufweisen (Welle-Teilchen-Dualismus).

Während dieser Zeit entstanden viele Theorien der modernen Physik, die Auswirkungen auf praktisch alle Fächer der Physik haben: die Quantenphysik und die Spezielle Relativitätstheorie. Wichtige frühe Wegbereiter der neuen Konzepte waren 
1. Max Planck (1900) mit seiner Quantenhypothese, der Grundlage für die Entwicklung der Quantenmechanik, Atomphysik, Kernphysik etc.;
2. Albert Einstein (1905) mit seiner Anwendung der Quantenhypothese auf den Photoeffekt und die Schaffung der Speziellen Relativitätstheorie, mit der unter anderem das Konzept des Äthers als Trägermedium des Lichts abgeschafft, ein neues Verständnis des Begriffs der Gleichzeitigkeit geschaffen, Materie mit Energie gleichgesetzt (E = mc²) und die zentrale Bedeutung der konstanten Ausbreitungsgeschwindigkeit des Lichts gezeigt wurde;
3. Niels Bohr (1913) mit seiner Anwendung der Quantentheorie auf die Atome, womit deren Aufbau aus subatomaren Teilchen theoretisch zugänglich wurde.

Damit einher gingen wichtige Experimente, deren Ergebnisse für die neuen Theorien die Grundlage bildeten:
1. das Michelson-Morley-Experiment (1887), das zeigte, dass die Ausbreitungsgeschwindigkeit des Lichts richtungsunabhängig ist, und dass Auswirkungen einer (hypothetischen) Bewegung der Erde gegen einen Lichtäther nicht feststellbar sind;
2. die Entdeckung und Erforschung der Röntgenstrahlen (ab 1895);
3. die Entdeckung und Erforschung der Radioaktivität (ab 1896);
4. die Entdeckung und Erforschung der Kathodenstrahlen (ab 1869);
5. die Entdeckung des Aufbaus der Atome aus Atomkern und Atomhülle (ab 1911).

Der Begriff moderne Physik ist relativ zu sehen. Mittlerweile sind manche der älteren Theorien der „modernen Physik“ teilweise ebenso eingeschränkt gültig, wie es manche der klassischen Theorien ihrerzeit waren. Die zeitgenössische Physik orientiert sich, sofern es um elementare Objekte geht, am Konzept der Feldquanten und deren Wechselwirkung.